# Thomas Doret
Pour les articles homonymes, voir Doret.
Thomas Doret est un acteur belge, né le 10 décembre 1996 à Seraing en Belgique. 

## Filmographie

### Cinéma

#### Longs métrages
- 2011 : Le Gamin au vélo des frères Dardenne : Cyril
- 2012 : Renoir de Gilles Bourdos : Coco Renoir
- 2013 : Quand je serai petit je serai acteur de Éric Guirado et Keren Marciano : lui-même
- 2014 : Trois Cœurs de Benoît Jacquot : Gabriel
- 2014 : Au plus près du soleil d'Yves Angelo : le fils de l'accusé
- 2016 : La Fille inconnue des frères Dardenne : Lucas
- 2016 : L'Ami de Renaud Fely et Arnaud Louvet : Étienne
- 2017 : Seuls de David Moreau : Saul
- 2022 : Tori et Lokita des frères Dardenne : L'avocat

#### Courts métrages
- 2014 : Sacré Charlemagne d'Adrien François : Jean-François
- 2014 : Petit Homme de Jean Guillaume Sonnier : David
- 2016 : Gabriel de Oren Gerner
- 2020 : Il Padrino de Jean-Luc Couchard

### Télévision

#### Téléfilms
- 2016 : Nadia de Léa Fazer : Noé
- 2020 : De l'autre côté de Didier Bivel : Maxime

#### Séries télévisées
- 2014 : Les Témoins de Hervé Hadmar : Jérémie Gorbier (6 épisodes)
- 2015 : Paris de Gilles Bannier : Clément Ardent (3 épisodes)
- 2015 :  Les Revenants (saison 2) de Fabrice Gobert : Esteban (5 épisodes)
- 2017 : Zone blanche de Julien Despaux et Thierry Poiraud : Rudy Guérin
- 2018 : Zone blanche (saison 2) de Julien Despaux et Thierry Poiraud : Rudy Guérin

### Publicité
- 2017 : Gary Cook, teaser du livre de Romain Quirot

## Distinctions

### Récompenses
- Festival de Cannes 2011 : Grand prix pour Le Gamin au vélo
- Festival du film de Texture 2011 : Prix du meilleur acteur
- Festival international du film de Valladolid 2011 : Mention honorable
- Liégeois de l'année 2011 : Prix du Liégeois de l'année
- Ambassadeur de la province de Liège 2013 : Ambassadeur d'honneur de la province de Liège pour Le Gamin au vélo
- Festival international du film policier de Liège 2013 : Président du jury jeune
- Magritte du cinéma 2012 : Meilleur espoir masculin
- Festival international du film de Locarno 2014 : Léopard d'argent pour Petit Homme

### Nominations
- Young Artist Awards 2012 : Meilleur acteur prometteur